# IC 3942
IC 3942 је појединачна звијезда у сазвјежђу Ловачки пси која се налази на листи објеката дубоког неба у Индекс каталогу.
Деклинација објекта је + 36° 6' 32" а ректасцензија 12h 58m 19,8s.